# Af Skade bliver man
Af Skade bliver man er en amerikansk stumfilm fra 1921 af George Fitzmaurice.

## Medvirkende
- Richard Barthelmess som Youth
- Reginald Denny
- John Miltern som Experience
- Marjorie Daw
- E. J. Ratcliffe som Ambition
- Betty Carpenter som Hope
- Kate Bruce